# 相老車站
相老車站（日语：／ Aioi eki */?）位於日本群馬縣桐生市相生町二丁目，是渡良瀨溪谷鐵道與東武鐵道的鐵路車站。
此站有渡良谷溪谷鐵道的渡良瀨溪谷線與東武鐵道的桐生線停靠，是兩線轉乘站。渡良瀨溪谷線的車站編號是WK03、東武桐生線的車站編號是TI 56。
站名來自車站所在地的舊相生村。為避免與兵庫縣的相生站產生混淆，之後將「生」改成「老」。

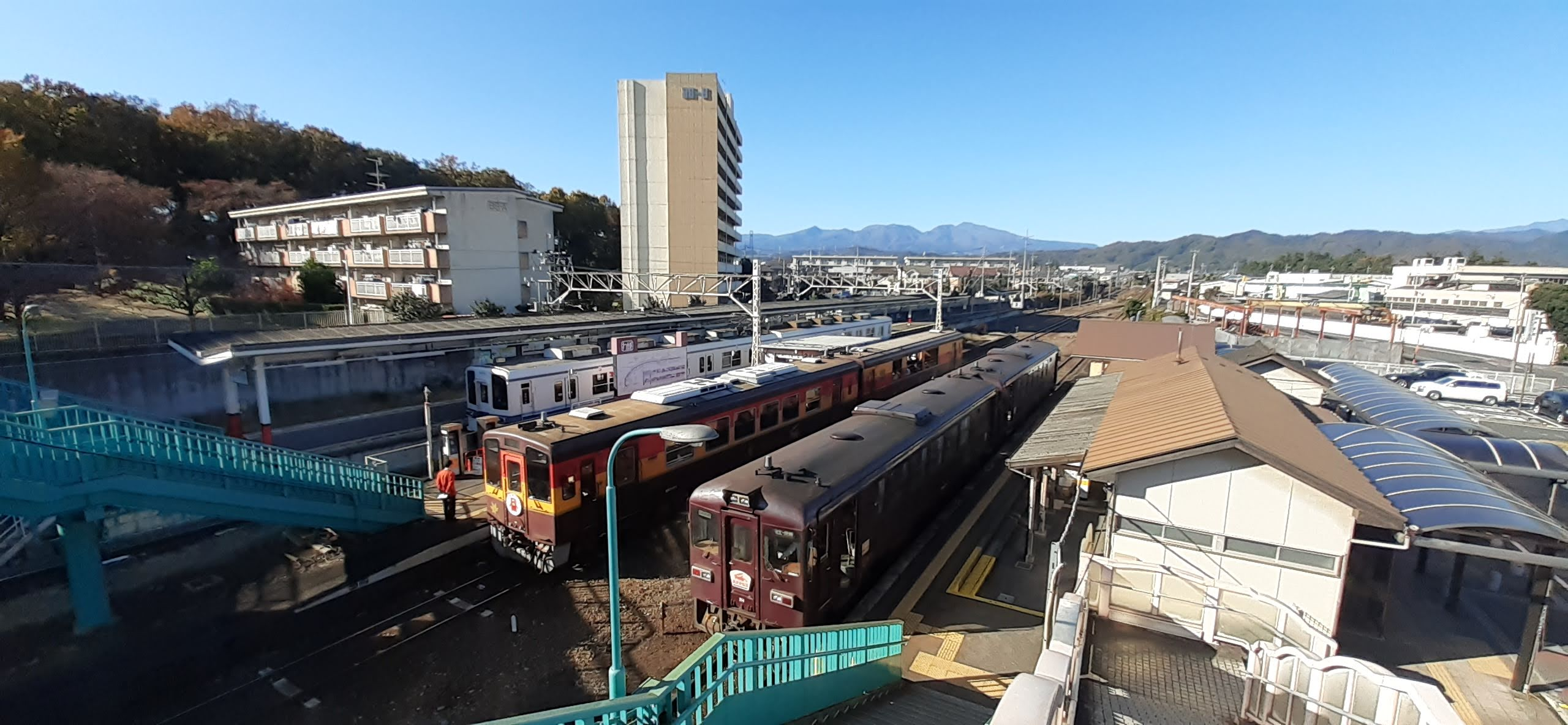
月台全景(2020年11月)

## 歷史
- 1911年（明治44年）4月15日 - 足尾鐵道相生站開業。
- 1912年（明治45年）7月1日 - 改稱相老站。
- 1913年（大正2年）3月19日 - 東武鐵道相老站開業。
- 1918年（大正7年）6月1日 - 足尾鐵道國有化，為國有鐵道與東武鐵道車站。
- 1987年（昭和62年）4月1日 - 國鐵分割民營化，成為東日本旅客鐵道與東武鐵道車站。
- 1989年（平成元年）3月29日 - 足尾線移交給渡良瀨溪谷鐵道。
- 1991年（平成3年）- 月台延長，急行（現特急）「兩毛號列車」開始停靠本站。
- 2011年（平成23年）3月29日 - 站前圓環完成。

## 車站
本站為地面車站。渡良瀨溪谷鐵道站員負責所有車站業務。剪票口兩公司共用。車站設有東武線出入用PASMO簡易驗票機，但渡良瀨溪谷鐵道無法使用IC卡搭乘。站房位於東側，各月台間有天橋聯繫，付費區札外也有連通鐵路東西兩側的天橋。
站內有售票窗口、渡良瀨溪谷線自動售票機1台、東武線自動售票機1台。東武線特急券及渡良瀨溪谷線小火車コ整理券可在售票窗口購買，交通系IC卡的儲值可在剪票處處理。
- 渡良瀨溪谷鐵道 - 側式月台2面2線。過去有中線供貨物列車使用，現在已撤除。
- 東武鐵道 - 島式月台1面2線。

### 月台配置
| 月台 | 路線          | 方向 | 目的地                                                           | 備註 |
| ---- | ------------- | ---- | ---------------------------------------------------------------- | ---- |
| 1    | ■渡良瀨溪谷線 | 上行 | 桐生方向                                                         |      |
| 2    | ■渡良瀨溪谷線 | 下行 | 大間間、足尾、間藤方向                                           |      |
| 3    | 桐生線        | 上行 | 太田、 伊勢崎線 館林、 東武晴空塔線 北千住、東京晴空塔、淺草方向 |      |
| 4    | 桐生線        | 下行 | 往赤城                                                           |      |

### 配線圖
|                 | 桐生、大間間地區的鐵道路線位置關係與配線 |
| 图例 参考文献： |                                          |

## 使用情況
東武鐵道2016年度的1日平均上下車人次為797人。渡良瀨溪谷鐵道2018年度1日平均上下車人次為188人。
| 年度               | 1日平均上下車人次 | 1日平均上下車人次 |
| 年度               | 東武鐵道          | 渡良瀨溪谷鐵道    |
| ------------------ | ----------------- | ----------------- |
| 2003年（平成15年） | 795               |                   |
| 2004年（平成16年） | 796               |                   |
| 2005年（平成17年） | 801               |                   |
| 2006年（平成18年） | 771               |                   |
| 2007年（平成19年） | 763               |                   |
| 2008年（平成20年） | 776               |                   |
| 2009年（平成21年） | 723               | 226               |
| 2010年（平成22年） | 727               | 209               |
| 2011年（平成23年） | 710               | 176               |
| 2012年（平成24年） | 768               | 182               |
| 2013年（平成25年） | 757               | 164               |
| 2014年（平成26年） | 771               | 179               |
| 2015年（平成27年） | 809               | 234               |
| 2016年（平成28年） | 797               | 204               |
| 2017年（平成29年） |                   | 188               |
| 2018年（平成30年） |                   | 188               |

## 車站周邊
- 上毛電氣鐵道上毛線天王宿站
- 桐生明治館（日语：桐生明治館）
- 桐生市立相生中學校（日语：桐生市立相生中学校）
- 桐生市立相生小學校（日语：桐生市立相生小学校）
- 桐生商業專門學校（日语：桐生ビジネス専門学校）
- 國道122號
- LIXIL
- 小倉離合器（日语：小倉クラッチ）
- 桐生相生郵便局
- 桐生信用金庫（日语：桐生信用金庫）相生支店
- 群馬銀行相生支店

## 路線巴士

### 相老站
車站東側圓環的巴士站。
| 乘車處           | 系統                               | 主要行經地                                              | 目的地     | 運行公司 | 備註 |
| ---------------- | ---------------------------------- | ------------------------------------------------------- | ---------- | -------- | ---- |
|                  | 相生線（左循環）                   | 桐生西高校前、桐生球場前站西、SAKURA MALL東、相老站入口 | 桐生站北口 | 織姬巴士 |      |
| 相生線（右循環） | 富士山下站入口、足仲團地、厚生醫院 | 桐生站北口                                              |            | 織姬巴士 |      |

### 相老站入口
車站東側往南約150公尺的縣道旁。
| 乘車處 | 系統             | 主要行經地                                          | 目的地     | 運行公司 | 備註 |
| ------ | ---------------- | --------------------------------------------------- | ---------- | -------- | ---- |
|        | 相生線（左循環） | 足仲團地、厚生醫院                                  | 桐生站北口 | 織姬巴士 |      |
|        | 相生線（右循環） | SAKURA MALL東、桐生球場前站西、桐生西高校前、相老站 | 桐生站北口 | 織姬巴士 |      |

## 相鄰車站
渡良瀨溪谷鐵道
■渡良瀨溪谷線
下新田（WK02）－相老（WK03）－運動公園（WK04）
- 小火車「小火車Wasshi號」停車站

 東武鐵道
 桐生線
- ■特急「兩毛」停車站

■普通
新桐生（TI 55）－相老（TI 56）－赤城（TI 57）

## 外部連結
- 相老站 （页面存档备份，存于） - 渡良瀨溪谷鐵道
- 相老（車站資訊） - 東武鐵道

36°24′38″N 139°18′16″E / 36.41056°N 139.30444°E